# Greg Timmermans
Greg Timmermans est un acteur belge né le 17 mars 1979 à Anvers.
Il est surtout connu pour son rôle de Ben dans BenX.

## Filmographie
- 2007 : Ben X : Ben
- 2008 : Christmas in Paris
- 2009 : Meisjes : un prêtre
- 2009 : Dossier K. : Wim Cassiers
- 2017 : Double Face (Het tweede gelaat) de Jan Verheyen : Wim Cassiers